# Chapter 11
Chapter 11 (Chapter 11 of the United States Bankruptcy Code) er et afsnit i konkurslovgivningen i USA, som omhandler den ret en virksomhed eller en person har for at søge konkursbeskyttelse, for at kunne rekonstruere virksomheden i et forsøg på at undgå konkurs.

## Indhold
Når en virksomhed er insolvent, indebærer det at summen af virksomhedens gæld overstiger virksomhedens værdier. I USA har virksomheder pligt til at melde en sådan situation til en føderal konkursret (engelsk: Federal Bankruptcy Court), hvorefter virksomheden har to muligheder:
- Virksomheden kan søge om Chapter 7, som er en likvidation (konkurs).
- Virksomheden kan søge om Chapter 11, som er en reorganisering.

En virksomhed under Chapter 11-behandling fortsætter oftest med at fungere som normalt, mens virksomheden forsøges rekonstrueret for at nedbringe gælden, så virksomheden kan blive solvent.
Reglerne for hvordan der kan gennemføres en økonomisk rekonstruktion for (de fleste) privatpersoner, som er kommet i gæld, er beskrevet i Chapter 13.